# Уакарі Айреса
Уакарі Айреса (Cacajao melanocephalus ayresi) — підвид широконосих мавп родини Сакієві (Pitheciidae). Він був описаний у 2008 році як новий вид. Ця теорія була відкинута іншими авторами.

## Етимологія
Ця мавпа названа на честь бразильського біолога Хосе Марсіо Айреса (José Márcio Ayres), колишнього старшого зоолога Товариства охорони дикої природи. Хосе Марсіо Айрес, який помер в 2003 році, вперше вивчав уакарі і відіграв основну роль у створенні заповідника англ. Mamirauá Sustainable Development Reserve, який має велике значення для Cacajao calvus.

## Опис
Нагадує Cacajao melanocephalus, але характеризується більш темною шкірою і трохи меншими розмірами. Довжина тіла від 36 до 40 сантиметрів, хвіст значно вкорочений порівняно з іншими уакарі, завдовжки 16—18 сантиметрів. Вага від 2 до 2,5 кг. Хутро в основному чорного кольору, на спині має невеликий червоний відтінок. Волосся на плечовій області досить помітно більше. Голова безволоса крім верхівки, де вона забарвлена в чорний колір. Вуха стирчать з шерсті.

## Поширення
Мешкає в північно-західній бразильській Амазонії.

## Спосіб життя
Звички все ще дуже мало відомі. Може бути, вони, як інші Cacajao денні й деревні, живуть у великих групах і харчуються твердими плодами та насінням.